# Jean-Jacques Blanpain
Pour les articles homonymes, voir Blanpain.
Jean-Jacques Blanpain (1777-1843) est un astronome français.

## Biographie
Blanpain fut nommé en 1810 directeur de l'observatoire de Marseille, par le Bureau des longitudes (créé en 1775 et qui supervisait l'astronomie nationale). Blanpain fut remplacé en 1821 par Adolphe Gambart (1800-1836).
On doit à Blanpain la découverte de la comète périodique 289P/Blanpain, le 28 novembre 1819 à Marseille, comète qui fut redécouverte en novembre 2003.